# Герб Зуевского района
Герб муниципального образования «Зуевский район» — опознавательно-правовой знак, составленный и употребляемый в соответствии с правилами геральдики, служащий символом муниципального района «Зуевский район» Кировской области Российской Федерации.

## Описание герба
Описание герба:
В зелёном поле с серебряной узкой отвлечённой каймой пониженная летящая серебряная птица зуёк c простёртым и распростёртым крыльями, сопровождаемая вверху справа золотой палитрой, от которой вниз и влево лучеобразно отходят короткие золотые же кисти, две из которых длиннее остальных.

## Обоснование символики
Обоснование символики:
Герб языком символов и аллегорий передает природные, историко-культурные и экономические особенности района.
Летящая птица зуёк указывает на название района — Зуевский, которое образовано от административного центра района — город Зуевка. Присутствие птицы зуёк и в городской, и в районной символике стилистически обозначает неразрывную историко-культурную, экономическую и административную связь между муниципальными образованиями и обеспечивает единство официального символико-геральдического комплекса зуевской земли.
Солнце, аллегорически выполненное в виде палитры с расходящимися лучеобразно кистями, — знак того, что Зуевский район — родина династии знаменитых художников Васнецовых, а также указание на то, что в продолжение традиций на зуевской земле проходит международный художественный пленэр. Два наконечника кисти, которые длиннее остальных, символизируют двух самых выдающихся художников из рода Васнецовых, основателей династии — Виктора и Аполлинария Михайловичей. Кроме того, количеством кистей передано количество муниципальных образований, составляющих район, причём два из них, переданные кистями большей длины — городские поселения, а остальные — сельские.
Солнце — источник жизни и символ богатства — символизирует просвещенность, благополучие и духовную силу. Полёт птицы, устремлённость к солнцу символизирует стремление к высшим человеческим ценностям. Серебряная отвлеченная кайма — символ железной дороги, появление которой дало толчок развитию территории.
Золотой цвет символизирует такие качества и понятия, как верность, милосердие, справедливость, человеколюбие, умеренность, славу, счастье, великодушие, щедрость и мудрость. Серебряный цвет, которым изображена кайма, обозначает правдивость, надежду, благородство, искренность, победоносность, единодушие и согласие. Зелёный цвет означает лесные богатства, сельскохозяйственную направленность района, кроме того зеленый цвет — символ изобилия, свободы и стремления к победе.

## История создания
- 31 мая 2011 — герб района утверждён решением Зуевской районной Думы[2].

- Герб Зуевского района включён в Государственный геральдический регистр Российской Федерации под № 6943[3].